# معهد الدراسات العليا التجارية بسوسة
معهد الدراسات العليا التجارية بسوسة هو إحدى المؤسسات العليا التابعة لجامعة سوسة، أنشئ في سبتمبر 2002 تختص في تدريس علوم التصرف والتجارة.

شعار معهد الدراسات العليا التجارية بسوسة

## أرقام
طبقا لأرقام السنة الدراسية 2007-2008 يدرس بها 1733 طالبا من بينهم 1032 طالبة.

## شهاداتها
طبقا للنظام القديم فإن معهد الدراسات العليا التجارية بسوسة يسند أربع إجازات هي:
- مالية
- علوم محاسبة
- المقاولة والتصرف في المشاريع
- الدراسات التجارية العليا

وفي إطار نظام الإجازة الماجستير الدكتوراه (إمد) فإن المعهد يسند الشهادات التالية:
- الإجازة الساسية في التصرف
- الإجازة التطبيقية في تصرف المحاسبة
- الإجازة التطبيقية في تقنيات التسويق
- الإجازة التطبيقية في التصرف في الجودة
- ماستير البحث في العلوم المالية
- الماستير المهني في الإدارة التكنولوجية
- الماستير المهني في الهندسة المالية

## وصلات خارجية
- معهد الدراسات العليا التجارية بسوسة.